# Retroceso de laderas
El retroceso de laderas es un proceso geológico por el cual la ubicación de una ladera o escarpe avanza cerro andentro a causa de la erosión en su base. Las rocas de una ladera se desmoronan y forman un talud, el pie del talud se erosiona por acción de arroyos, oleaje del mar u otro agente y el proceso de socavación se reanuda. En el caso existir un acantilado este se socava y desploma repetidamente a medida que el talud se erosiona. Se sabe de escarpes que han retrocedido decenas de kilómetros de esta manera en lapsos geológicos relativamente cortos, incluso en lugares áridos.
El retroceso de laderas se da regiones geología variada. Se da en macizos graníticos así como en terrenos dominados por coladas de basalto y en estratos sedimentarios ya sean horizontales o plegados. El proceso de retroceso de laderas ocurre bajo distintos climas. En zonas frías con nevadas el deshielo contribuye a la erosión del pie de la ladera. En desiertos y semidesiertos la erosión eólica puede aportar a la erosión del pie de la ladera.
El retroceso de laderas genera en muchos ambientes, y en particular en los áridos y semiáridos, glacis labrados en roca conocidos como pedimentos en el pie de la ladera. Sin embargo es cuestionable que estos glacis de roca crezcan formando grandes llanuras y más bien están restringigos al margen de los macizos en retroceso.
Se considera que el retroceso de laderas es un proceso que tiende a darse en zonas donde el sistema erosión-meteorización esta limitado por la escasa meteorización de las rocas y sedimentos que forman el relieve.
El aislamiento de macizos producto del retroceso de laderas puede dar origen a mesas e inselbergs. Sin embargo si la remoción de sedimento en su base disminuye significativamente estos accidentes pueden ir quedando soterrados por sus mismos derrubios haciendo un alto a cualquier retroceso en paralelo que haya habido antes.

## Perfiles de escarpes

Componentes de un escarpe donde la roca de cubierta se inclina hacia atrás desde el borde, como es común.

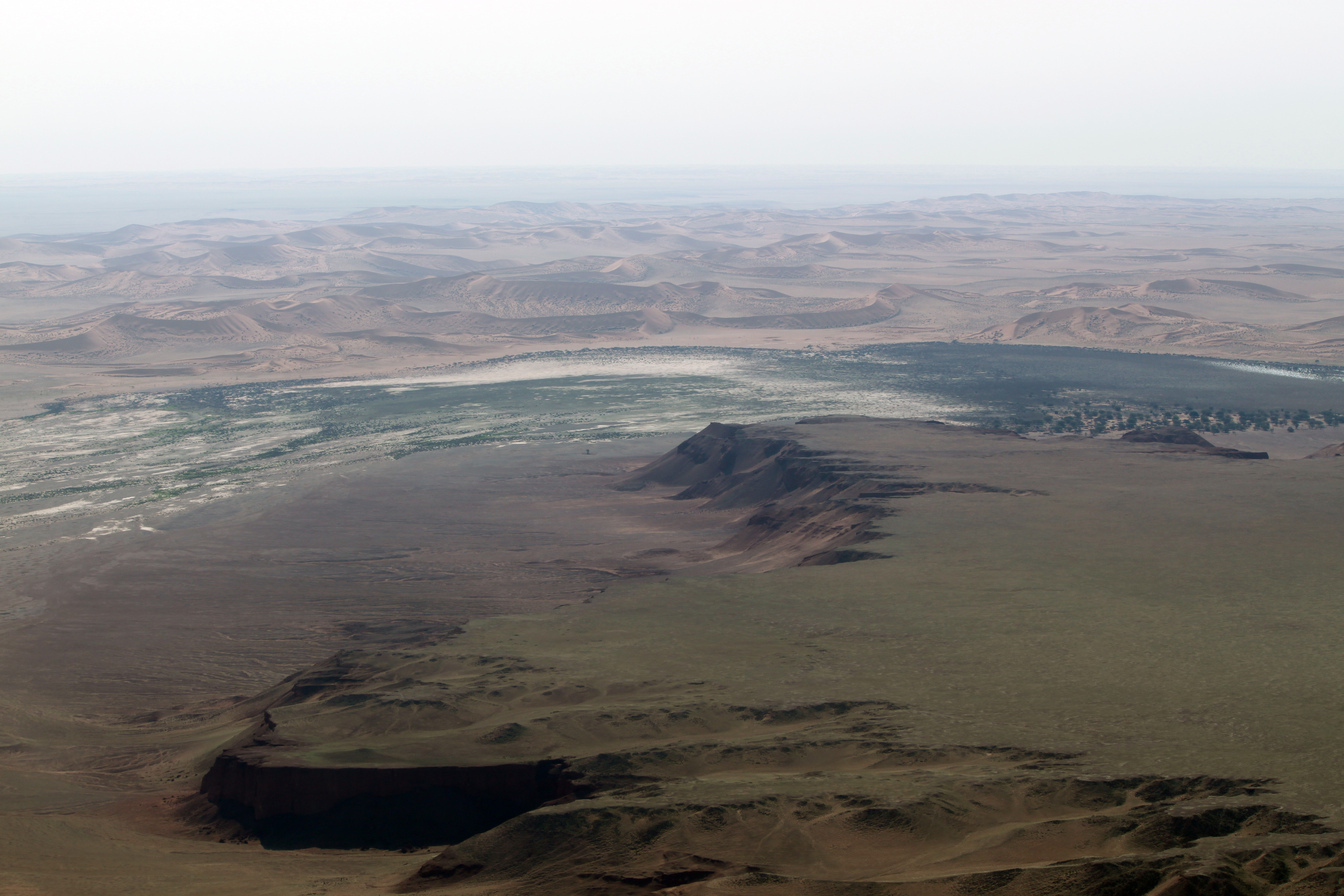
Vista aérea de un escarpe en retroceso en Namibia.

Un escarpe es una línea de acantilados que generalmente se ha formado por fallas o erosión. Si está protegido por una roca de cubierta fuerte, o si contiene fracturas verticales, puede mantener su perfil empinado a medida que retrocede. Los escarpes en climas secos suelen tener una faceta superior casi vertical, que puede representar entre el 10% y el 75% de la altura total, con una muralla en pendiente cubierta de talud que forma la sección inferior. La roca de cubierta se socava a medida que el glacis y la faceta se erosionan, y finalmente una sección se derrumba. Una roca de cubierta resistente a la erosión normalmente creará un acantilado relativamente alto, ya que se necesita más socavación para provocar su colapso. Otros factores que determinan la facilidad con la que un acantilado colapsará son la estratificación y las juntas, la dirección de la inclinación y el grosor de la roca de cubierta. Una roca de cubierta delgada dará lugar a acantilados bajos que retroceden rápidamente.
Sin embargo, una roca de cubierta no es esencial para que se produzca el retroceso del escarpe, ya que una mayor humedad y la erosión en la base garantizan que la erosión en la base impulse (o se mantenga al ritmo de) la erosión de la faceta libre.

## Mecanismo de retroceso
La forma más común en que un escarpe retrocede es a través de desprendimientos de rocas, donde bloques individuales se desprenden del acantilado o grandes secciones de la cara del acantilado colapsan a la vez. En algunas situaciones de alta energía, gran parte de la roca puede pulverizarse en un desprendimiento de rocas y erosionarse fácilmente. Sin embargo, por lo general, los escombros caídos deben erosionarse y la muralla erosionarse antes de que el escarpe pueda continuar retrocediendo. La erosión mecánica y química seguida de la erosión eólica puede operar en regiones áridas, donde los acantilados pueden retroceder por grandes distancias. En tales regiones, grandes áreas de tierras baldías de esquisto (shale) pueden quedar atrás a medida que el escarpe retrocede.  La erosión puede ser causada por el mar si el escarpe corre a lo largo de una costa, o por arroyos en áreas húmedas. El lavado subsupercicial de material particulado fino y la disolución de sales también pueden contribuir a la erosión del talud donde no hay arrollos.
El retroceso de laderas tiende a ralentizar con el tiempo a medida que la extensión de la zona elevada disminuye y por tanto hace también el suministro de agua al pie de las laderas. Otro efecto que ralentiza es cuando ocurre la formación de en una capa protectiva de piedras en el lecho de cárcavas.

## Tasa de retroceso
La tasa de retroceso depende de los tipos de roca y de los factores que provocan la erosión. Un estudio publicado en 2006 determinó que la tasa de retroceso del escarpe en la meseta de Colorado en la actualidad varía de 0,5 a 6,7 kilómetros por millón de años dependiendo del grosor y la resistencia a la erosión de la roca de cobertura. El retroceso de la Gran Escarpa en Australia a lo largo de los valles fluviales en la región de Nueva Inglaterra se estima estar progresando unos 2 kilómetros por millón de años. Un estudio del retroceso de escarpes en el sur de Marruecos arrojó una tasa media de 1,3 kilómetros por millón de años en zonas con rocas de cobertura de conglomerado delgadas. El mismo estudio muestra que donde había rocas de cobertura de piedra caliza más gruesas y resistentes, la tasa de retroceso era más lenta, alrededor de 0,5 kilómetros por millón de años.